# Havraň
Havraň település Csehországban, a Mosti járásban. Havraň Výškov, Velemyšleves, Blažim, Strupčice, Malé Březno és Lišnice településekkel határos. Lakosainak száma 619 fő (2024. január 1.).

## Népesség
A település lakosságának változását az alábbi diagram mutatja:
| Lakosok száma | 810  | 1455 | 1274 | 906  | 608  | 525  | 703  | 702  | 628  | 619  |
|               | 1869 | 1900 | 1921 | 1961 | 1980 | 2011 | 2016 | 2019 | 2021 | 2024 |